# Королівство Польське
Польське королівство (лат. Regnum Poloniae, пол. Królestwo Polskie) — польська середньовічна і ранньомодерна монархія утворена у 1025 році, коли був коронований великопольський князь Болеслав І Хоробрий. Пізніше титул польського короля носив син Болеслава, Мешко II (1025—1031), Болеслав II Сміливий (1076—1079), Пшемислав II (1290—1295) та Вацлав II (1300—1305). Після подолання політичної роздробленості Польщі та коронації 1320 року Владислава I Локетка й аж до 3-го поділу Речі Посполитої у 1795 році королями були всі наступні володарі Польщі. Разом з тим, у середині XIV ст. відбулося відокремлення в межах польської монархії, інституту держави від особи конкретного короля: власне інститут держави, що міг функціонувати незалежно від наявності чи відсутності короля, утворився як Корона Королівства Польського. За умовами Люблінської унії 1569 року, Королівство Польське («Корона») стало однією з двох частин Речі Посполитої (Республіки Обох Націй) разом із Великим князівством Литовським.

## Передумови
Першим, достеменно відомим, правителем Польщі був великопольський князь Мешко I з роду П'ястів (966—992); при ньому 966 року, почався процес християнізації країни за західним обрядом.
У 999 році його син, Болеслав I Хоробрий відняв у Чехії майбутню Малу Польщу з Краковом; Болеслав був чеським князем з 1003 по 1004 рік.
Важливим напрямком польської експансії була Київська Русь. У рік смерті Мешка, Володимир Святославич захопив Червенські городи. Але потім проти Володимира виступив його син Святополк, одружений з донькою Болеслава, а після смерті Володимира Болеслав підтримав Святополка проти його брата Ярослава і за допомогу в заволодінні Києвом, отримав Червенські городи назад.

## Історія

### Раннє Польське королівство (1025—1138)
Після смерті Болеслава (1025) від Польщі відокремилися Помор'я і Мазовія, де утвердилися місцеві династії. У 1038 році в Польщу вторгнувся чеський князь Бржетислав I, який захопив Гнезно, вивіз мощі святого Войцеха-Адальберта і знову приєднав Сілезію до володінь чеської корони. Казимир I Відновитель за допомогою німецького імператора Генріха III в 1039 році затвердив свою владу в Польщі, але ціною за це, стало визнання Польщею сюзеренітету Священної Римської імперії.
У 1042 року Казимир одружився з сестрою великого князя київського Ярослава Мудрого, Добронегою (у хрещенні — Марія). За допомогою руських військ Казимиру вдалося 1047 року повернути під владу Польщі, Мазовію. Позиція імператора, проте, не дозволила повернути князю Померанію: лише Східне Помор'я визнало владу Польщі, а Західне залишилося в складі імперії. У 1054 році польській державі, ціною сплати данини Чехії, була повернута Сілезія.
Правнук Болеслава I Болеслав II Сміливий (1058—1079) також зміг втрутитися у внутрішні справи Русі, виступивши на боці одруженого з його тіткою Ізяслава Ярославича, який втратив Київ після повстання 1068 року.
Болеслав II втрутився в боротьбу за інвеституру між німецьким імператором Генріхом IV і римським папою Григорієм VII. 1072 року він відмовився виплачувати данину імператору і оголосив про незалежність Польщі, а в 1074 році визнав польську державу леном папського престолу.
Болеслав III Кривоустий (1102—1138) здобув перемогу в боротьбі за владу, розбивши 1109 року 10-тисячну армію Генріха V в Глогувській битві. У 1122 році приєднав до Польщі практично все Помор'я. Згідно «Статуту Болеслава Кривоустого» (1138), Польща була розділена між чотирма його синами з титулом великого князя і великокнязівською часткою (частина Великої Польщі з Гнезно і Мала Польща з Краковом) за старшим. Утворилася низка князівств: Куявія, Мазовія, Сілезія, Помор'я, Сандомир та інші.

### Польські землі за часів роздробленості
У 1181 році князь Західного Помор'я визнав себе васалом Фрідріха I Барбаросси.
В ході боротьби за владу після загибелі першого галицько-волинського князя Романа Мстиславича в битві з поляками під Завихостом (1205) краківському князю Лешку Білому довгий час вдавалося впливати на боротьбу за владу в Галичині і на Волині.
У XIII столітті, з утворенням Великого князівства Литовського, польські князі, насамперед мазовецькі, були змушені захищатися від їх нападів. У 1226 мазовецький князь Конрад закликав Тевтонський орден для боротьби з пруссами, після чого протягом декількох років, орден захопив Пруссію і став загрожувати самій Польщі.
1241 року, в Польщу вторглись монголи, розорили основні міста південної частині країни та завдали полякам кілька поразок, особливо важкої — під Легницею.
Після остаточного затвердження в Галичі династії Романовичів (1239), Польща неодноразово ставала жертвою галицько-ординських походів: в 1259, 1282 і 1287 роках; 1279 року галицький князь Лев Данилович безуспішно претендував на краківський престол, який виявився в підсумку, в руках Лешека Чорного — родича польського короля Болеслава Сором'язливого. Галицькі князі змогли на кілька десятиліть захопити Люблін.

### Відновлення Польського королівства у XIVст.
У 1320 році куявський князь Владислав Локетек (1305—1333), приєднавши до своїх володінь Великопольщу, коронувався в Кракові польським королем (однак з титулом «король краківський»). При його наступнику, Казимиру III 1349 року до Королівства приєднане Галицьке князівство. Також він здійснив спробу захопити Волинь і Берестейщину, однак русько-литовським силам на чолі з Любартом-Дмитром і Кейстутом Гедиміновичами вдалось відстояти цю частину Галицько-Волинського князівства у своїх руках. 1370 року королем Польщі, за заповітом Казимира, у якого не було спадкоємців чоловічої статі, став його племінник — король Угорщини Людовик (Лайош), який видав в 1374 році Кошицький привілей, згідно з яким магнати і шляхта звільнялися від усіх повинностей, крім військової служби і незначного податку в 2 гроша з лану землі.
Після смерті Людовика (1382) особиста унія Польщі та Угорщини була розірвана, польські шляхтичі обрали новою королевою його дочку, 10-річну Ядвігу, яка офіційно іменувалась не королевою, а «королем польським». Одразу ж Ядвізі почали шукати нареченого, який посів би польський престол і зберіг польську державу — вибір досить швидко впав на молодого великого князя литовського Ягайла, який також був зацікавлений у такому союзі з огляду на опозицію його владі у самій Литві.

### Польська держава за Ягеллонів
1385 року в Креві була укладена польсько-литовська унія, згідно з якою Ягайло охрестився за католицьким обрядом, ввів католицтво як державну релігію в Литві, одружився з Ядвігою і вступив на польський престол під іменем Владислава II.
Після поразки литовського князя Вітовта в битві з татарами на Ворсклі (1399) Польща надала допомогу Литві в захопленні Смоленська (1405) і боротьбі з Тевтонським орденом, якому в 1410 році завдано вирішальної поразки під Грюнвальдом.
Сина Ягайла, Владислава III (1424—1444) коронували також і угорським королем, проте у 20 років він вирушив у хрестовий похід проти турків й загинув у битві з ними під Варною. Новим королем у 1447 році обрано молодшого сина Ягайла, Казимира IV.
1454 року за Нешавським статутом, Польща перетворилася на конституційну монархію, де вища влада належала сейму.
1466 року, за Другим Торунським миром Польща приєднала Померанію з Гданськом і вийшла до Балтійського моря, Тевтонський орден визнав васалітет від корони. Син Казимира Владислав у 1471 році став королем Чехії, а з 1490 року — і Угорщини.
У 1505 році прийнято закон Nihil novi, що обмежив владу короля на користь шляхти.
За царювання останнього Ягеллона, Сигізмунда II Августа, Польща вступила в Лівонську війну на боці Литви після того, як війська останньої зазнали важких поразок від Московської держави.

### Корона у складі Речі Посполитої
Союз між двома державами — Королівством Польським та Великим князівством Литовським що поклав початок федеративній державі, відомій як Річ Посполита, укладено 1569 року внаслідок Люблінської унії. За її умовами, Короні передано Волинське, Київське і Брацлавське воєводства на терені України, а також Підляшшя, що раніше входило до складу Великого князівства Литовського.
Протягом приблизно століття після припинення чоловічої лінії династії Ягеллонів, країною правили королі зі шведської династії Ваза, нащадки Сигізмунда II Августа через сестру, Катерину Ягеллонку.

## Правителі

### П'ясти

#### П'ясти— королі Польщі (1025—1138)
- Болеслав І Хоробрий (1025), син Мешка І, перший король Польщі, коронований у 1025 році
- Мешко II В'ялий (1025—1031)
- Безприм (1031—1032)
- Мешко II В'ялий (1032—1034), друге правління
- Казимир І Відновитель (1034—1058)
- Болеслав II Сміливий (1058—1079)
- Владислав І Герман (1079—1102)
- Збігнєв (1102—1107)
- Болеслав III Кривоустий (1107—1138)

#### П'яти— князі краківські (феодальна роздробленість 1138—1306)
- Владислав II Вигнанець (1138—1146)
- Болеслав IV Кучерявий (1146—1173)
- Мешко III Старий (1173—1177)
- Казимир II Справедливий (1177—1191)
- Мешко III Старий (1191), друге правління
- Казимир II Справедливий (1191—1194), друге правління
- Лешко І Білий (1194—1198)
- Мешко III Старий (1198—1202), третє правління
- Владислав III Тонконогий (1202—1206)
- Лешко І Білий (1206—1210), друге правління
- Мешко IV Кривоногий (1210—1211)
- Лешко І Білий (1211—1227), третє правління
- Владислав III Тонконогий (1227—1229), друге правління
- Конрад І Мазовецький (1229—1232)
- Генрік І Бородатий (1232—1238)
- Генрік II Побожний (1238—1241)
- Конрад І Мазовецький (1241—1243), друге правління
- Болеслав V Сором'язливий (1243—1279)
- Лешек Чорний (1279—1288)
- Генрік IV Праведний (1288—1290)
- Пшемисл II (1290—1291)

#### П'ясти— королі Польщі (1320—1370)
- Владислав І Локетек (1306—1333), коронований у 1320 році як король Польщі
- Казимир III Великий (1333—1370)

### Пржемисловичі
У 1291—1306 роках правителями Краківського князівства були представники династії Пржемисловичів.
- Вацлав II (1291—1300) як князь Краківський
- Вацлав II (1300—1305) як король Польщі
- Вацлав III (1305—1306)

### Анжуйська династія
- Людовик Угорський (1370—1382)
- Ядвіга Анжуйська (1382—1399)

### Ягеллони
- Владислав II Ягайло — 1387—1434,
- Владислав III Варненчик — 1434—1444,
- Казимир IV Ягеллончик — 1447—1492,
- Ян I Ольбрахт 1492—1501,
- Олександр Ягеллончик 1501—1505,
- Сигізмунд I Старий 1505—1548,
- Сигізмунд II Август 1548—1572.

### Виборні королі Речі Посполитої
Королі Польщі, Великі князі Литовські, Великі князі Руські та ін.
- Генріх III Валуа 1573—1574
- Анна Ягеллонка 1575—1596
  - Максиміліан II 1575—1576
- Стефан Баторій 1576—1586
  - Максиміліан III 1587—1589
- Сигізмунд III Ваза 1587—1632
- Владислав IV Ваза, 1632—1648
- Ян II Казимир, 1648—1668
- Михайло Вишневецький 1669—1673
- Ян III Собеський 1673—1696
  - Француа Луї Бурбон-Конті 1697
- Август II Сильний, 1697—1704
- Станіслав Лещинський 1704—1709
- Август II Сильний 1709—1733
- Станіслав Лещинський 1733—1734
- Август III Фрідріх, 1734—1763
- Станіслав Август Понятовський 1764—1795, (відрікся).